# Nokia 3220
Nokia 3220（ノキア3220）は、ノキアが発売したGSM方式の携帯電話端末である。
日本でもノキア・ジャパンが2006年3月7日に発売した。

## スペック
- 名称 : Nokia 3220
- 製造 : ノキア
- 対応規格 : GSM900/1800/1900 (北米向けはGSM850/1800/1900)、HSCSD、GPRS、EDGE
- 外形寸法 : 44.2×104.5×18.7mm（幅×高さ×厚さ）
- 重量 : 86g
- 連続通話時間 : 最大約3.5時間
- 連続待受時間 : 最大約350時間
- 液晶表示 : 128×128ドット 65,536色
- メッセージング : SMS/MMS/電子メール/インスタントメッセージ
- 内蔵ブラウザ : WAP 2.0/XHTML
- 外部インターフェイス : USBケーブル接続
- Java : Java ME MIDP 2.0, CLDC 1.1
- カメラ : 30万画素640×480ドット、動画撮影対応
- OS/プラットフォーム : Series 40 Developer Platform 2.0

## 特徴
若年層向けのカジュアルモデル。
Nokia 3200の後継機種であり、斬新なデザイン性を継承しながら、発色数の向上、カメラの解像度向上と動画撮影対応、JavaやWAPのバージョンアップなど機能が向上している。
ただし3200にあったFMラジオと赤外線通信 (IrDA) はなくなった。
背面部は透明になっており、写真やイラストなどの紙片を挟み込むことが可能。
側面には着信音と連動して光るライトを装備。
さらに最大の特徴として、オプションのカバーであるXpress-on™ Fun Shellを装着すると、背面のLEDを用いて、本体を左右に振って空中に文字を描くことが可能。
W-CDMA方式には対応していないため、日本と韓国では使用することはできないが、GSM900/1800/1900方式に対応しているので前記以外の多くの地域で利用することができる。
日本においては、ノキア・ジャパンが日本国外専用端末として販売している（日本語化はされていない）。

## キャリア
ノキア・ジャパンが販売しているものにはSIMロックがかかっていないため、多くのキャリアとSIMカードの契約のみで使用可能である。
また、この端末はauの海外ローミングサービス「グローバルパスポートGSM」の推奨機種に指定されている。

## カラー
- ホワイト
- ブラック